# 蓋恩巴赫河
47°48′13″N 12°01′14″E / 47.80353°N 12.02043°E

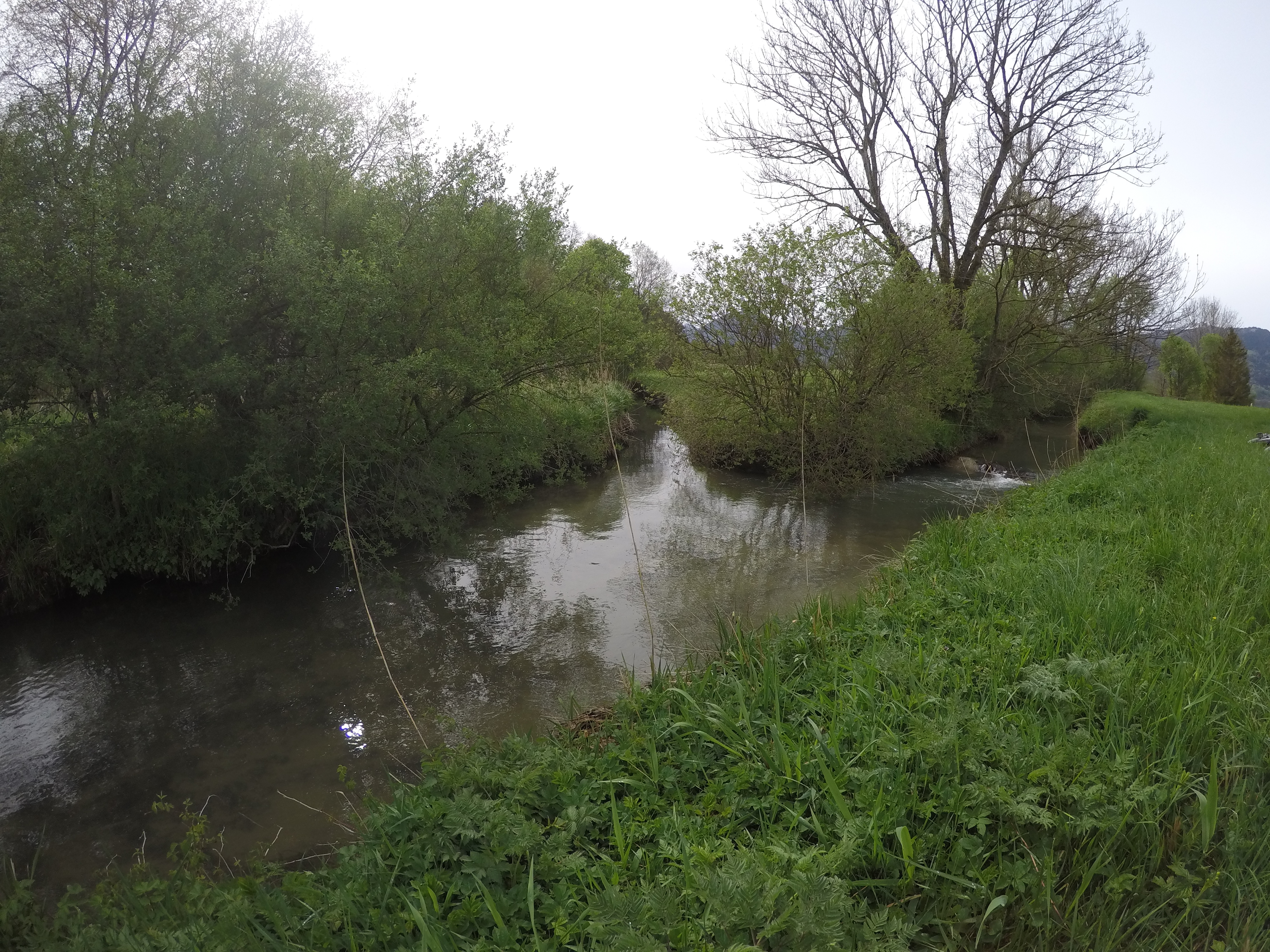

蓋恩巴赫河是德國的河流，位於該國東南部，由巴伐利亞負責管轄，屬於卡爾滕巴赫河的右支流，河道全長3.8公里，流域面積7.2平方公里。